# A Thousand Fuegos
A Thousand Fuegos ist das Pseudonym des österreichischen Künstlers Matthias Peyker (* 1982 in Villach). Sein Soloprojekt unter diesem Namen veröffentlicht Indie-Post-Rock mit Elementen elektronischer Musik.

## Künstlerische Tätigkeit
Matthias Peyker studierte von 2003 bis 2007 Kunstgeschichte an der Universität Wien. Anschließend studierte er bei Gunter Damisch Grafik an der Akademie der Bildenden Künste Wien. Seine Werke werden seit 2009 ausgestellt. Peyker verwendet für seine Arbeiten Techniken des Siebdrucks, der Tuschezeichnung, schafft Collagen und Zeichnungen, die an architektonische Gebilde angelehnt sind. Grundlage seiner künstlerischen Arbeit sind nach eigener Aussage „Überlegungen zu Grenzverläufen, sogenannten Wahrheiten und deren Inszenierung in unterschiedlichen Zusammenhängen“.
Der Medienkünstler Christoph Schwarz ist sein Cousin. Im gemeinsam produzierten Kurzfilm Ibiza werden familiäre und künstlerisch-berufliche Beziehungen reflektiert.

### Ausstellungen
- 2009: Wo der Pfeffer wächst, Kroart Galerie
- 2010: Crom-X, Kroart Galerie
- 2010: 11 Kunstakt, Fellner, Wratzfeld und Partner
- 2011: Art stays 9 – Festival of Contemporary Art, Slowenien
- 2011: Koppa Koppa. Galerie am Schillerplatz
- 2011: Wem die Stunde schlägt, NÖ Dokumentationszentrum
- 2013: Mischkulanz, Barockschlößl, Mistelbach
- 2014: Crau Krummau, Egon Schiele Art Centrum

## A Thousand Fuegos
Seit 2006 betreibt Peyker das Musikprojekt A Thousand Fuegos (dt.: „Eintausend Feuer“). Zunächst als Folk-Künstler mit Akustikgitarre unterwegs und dem sogenannten Lo-Fi zugeordnet, erweiterte sich sein musikalisches Spektrum um Elemente des Indie-Rocks und des Post-Rocks. Zudem nahm er immer mehr Elemente elektronischer Musik in seine Kunst auf. Einige Zeit trat A Thousand Fuegos auch mit den Begleitmusikern Andreas „Fettkakao“ Dvorak (Bass) und Rudi Hebenstreit (Schlagzeug) als Band auf, bevor Peyker mit The Treachery of Things wieder solo weitermachte. Peyker übernimmt Elemente seiner künstlerischen Tätigkeit in seiner Musik, sein Konzept erklärt er auf FM4:

„Gegenstände und Begriffe haben immer eine bestimmte Zuschreibung, mich interessiert was passiert, wenn man ihnen diese Zuschreibung entzieht und sie zu etwas Totalem werden lässt.“

Seine Werke erschienen überwiegend über die beiden befreundeten Independent-Labels Fettkakao und Seayou Records. Für die Band Vortex Rex spielte er Gitarre sowie Glockenspiel und zeichnete deren Cover.
2013 war A Thousand Fuegos für den FM4-Award nominiert, der im Rahmen des Amadeus Austrian Music Award vergeben wird.

## Diskografie

### Alben
- 2007: Like Black Clouds Through Burning Eyes (Fettkakao)
- 2008: A Thousand Fuegos (Fettkakao)
- 2012: The Treachery of Things (Fettkakao)

### Singles und EPs
- 2010: Three Gorges in a Cuckoo’s Egg (7’’, Fettkakao)
- 2012: No Up and Down (Single)

### Splits
- 2006: Split-CD-R mit Liger (Eigenproduktion)
- 2011: A Thousand Fuegos / Black Fox Tropikal (Split-MC)